# 奥克西比尔机场
奥克西比尔机场（印尼语：Bandar Udara Oksibil）是位于印度尼西亚巴布亚省宾坦山县的机场。机场跑道长885米，部分由沥青铺装，可应付涡轮螺旋桨短翼飞机和支线飞机的起降。在跑道旁的停机坪区域有少量建筑和一个小塔台。

## 航空公司和目的地
| 航空公司     | 目的地   |
| ------------ | -------- |
| 特里嘎纳航空 | 查亚普拉 |
| 飛翼航空     | 查亚普拉 |

### 事故
2015年8月16日特里嘎纳航空IL267/TGN267号班机自查亚普拉仙谷国际机场起飞，疑似因恶劣天气导致，起飞30分钟后坠毁在奥克西比尔附近的Tangok山上，机上共54人全部遇难。

## 资料来源
1. ↑  .   [2017-03-04]. （原始内容存档于2015-08-22）.